# Piszczałka organowa

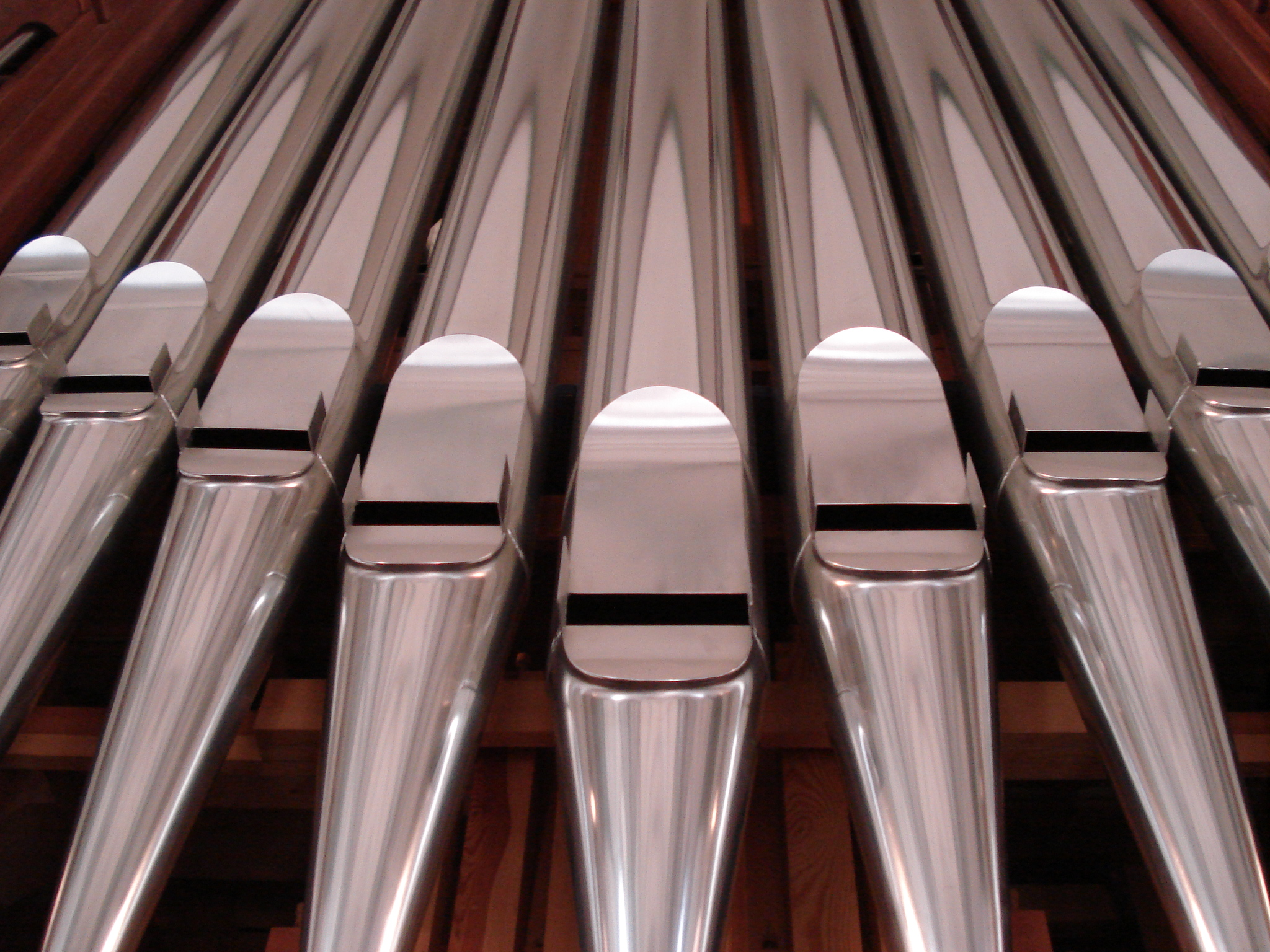
Cylindryczne, metalowe piszczałki organowe wargowe (labialne)

Piszczałka organowa – podstawowy element dźwiękotwórczy organów piszczałkowych, występujący w tym instrumencie w liczbie od kilkudziesięciu do kilkudziesięciu tysięcy sztuk. Jedna piszczałka organowa wydaje jeden dźwięk. Piszczałki organowe mają najczęściej kształt długiego, wąskiego walca, prostopadłościanu i stożka. Ich długość wynosi od kilku centymetrów do 10 metrów. Kształt i gabaryty piszczałek mają wpływ na barwę, wysokość i natężenie dźwięku; u podstawy i na końcu wyposażone są w elementy służące do regulowania tych parametrów oraz do wzbudzania dźwięku. Piszczałki organowe dzielą się na wargowe (labialne) i języczkowe; w pierwszych dźwięk powstaje na skutek drgania słupa powietrza przepływającego przez korpus, w drugich – na skutek drgania metalowego języczka. Piszczałki wargowe stanowią od 75% do 100% wszystkich piszczałek w organach. Do budowy piszczałek używa się drewna, metali i rzadziej innych materiałów.

## Piszczałki organowe wargowe

Budowa piszczałek wargowych – metalowej i drewnianej: 1 – dostroik, 2 – korpus, 3 – warga górna, 4 – wycięcie, 5 – rdzeń (serce), 6 – szczelina, 7 – warga dolna, 8 – noga, 9 – otwór wlotowy, 10 – śruba regulacyjna

Niektóre formy piszczałek organowych wargowych

Zasada działania piszczałki wargowej zbliżona jest do fletu prostego bez bocznych otworów: wpadający przez stopę (nogę) strumień powietrza kierowany jest przez rdzeń (serce, kern, kiern, kierna) i szczelinę na wargę górną (ostrą krawędź w wycięciu). Ta rozcina strugę powodując powstanie szumu, który wytwarza w korpusie piszczałki falę stojącą będącą źródłem dźwięku.
U góry korpusu znajduje się dostroik – element służący do dokładnego regulowania wysokości dźwięku; istnieje wiele rozwiązań konstrukcyjnych dostroika. Niektóre piszczałki wyposażane są w baczki, bródkę i wałek – elementy umieszczane dookoła wycięcia i służące do ostatecznego kształtowania barwy, natężenia i wysokości dźwięku.
Piszczałki wargowe stanowią od 75% do 100% wszystkich piszczałek w organach; do ich budowy używa się drewna, metali i innych materiałów. Stosuje się drewno miękkie (sosna, jodła, świerk) i twarde (dąb, buk, grusza, jesion). Najlepsze własności akustyczne uzyskuje się stosując wysokogatunkowe drewno zdrowe, o gęstym równym słoju, bez sęków i pęknięć, suszone w sposób naturalny, nie krócej niż 7 lat. Piszczałki metalowe wykonuje się najczęściej ze stopów cyny z ołowiem; stosuje się rozmaite proporcje: od 100% cyny do 100% ołowiu (głównie w starych organach). Ze względu na walory dźwiękowe nie zaleca się cynku. Sporadycznie wykorzystuje się miedź, a rzadziej inne materiały: mosiądz, papier, szkło, masy plastyczne.

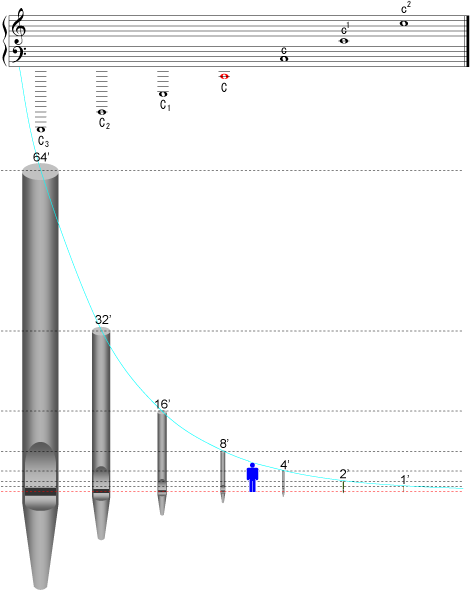
Zależność wysokości dźwięku od długości piszczałki

Piszczałki drewniane mają najczęściej przekrój poprzeczny czworoboczny – prostokątny, kwadratowy, rzadziej trapezowaty – i wykonane są z desek; małe piszczałki miewają przekrój okrągły i wykonane są w technologii toczenia. Piszczałki metalowe mają przekrój poprzeczny okrągły; tylko nieliczne organy mają piszczałki metalowe o przekroju poprzecznym czworobocznym. Profil podłużny piszczałek wargowych jest zróżnicowany: cylindryczny, prostopadłościenny, stożkowy (rozszerzający i zwężający się) oraz mieszany – odcinkowo cylindryczny i stożkowy. Ich długość wynosi od kilku centymetrów do 10 metrów. Korpus piszczałek jest najczęściej prosty, ale bywa też – np. z braku miejsca – wyginany, „gierowany” bez ujemnego wpływu na jakość dźwięku.
Piszczałki wargowe budowane są w dwóch zasadniczych odmianach: otwarte i kryte (zamknięte od góry nasadką, kapeluszem, czapką). W piszczałkach otwartych dźwięk wypromieniowuje górnym i dolnym otworem (wycięciem) korpusu; w zamkniętych tylko dolnym. Piszczałki zamknięte wydają dźwięk o oktawę niższy niż tej samej długości piszczałki otwarte oraz – ze względu na brak niektórych składowych harmonicznych w widmie – mają przytłumioną barwę. Innymi rodzajami są piszczałki półkryte i przedęte. Pierwsze mają w pokrywkach otwór lub rurkę przydającą im innej niż otwartym i zamkniętym barwy. Drugie, nazywane też harmonicznymi, mają długie i cienkie korpusy z nawierconym w połowie długości otworkiem, zazwyczaj wydające dźwięk o oktawę wyższy niż tej samej długości piszczałka otwarta.
Długość piszczałek organowych określana jest w stopach i oznaczana symbolem prim, np. 8′. Wszystkie nieprzedęte, otwarte piszczałki ośmiostopowe (ok. 2,5 metra) wydają dźwięk C (ce wielkie); piszczałki dwa razy dłuższe – szesnastostopowe (ok. 5 metrów) – dźwięk C¹ (ce kontra); piszczałki dwa razy krótsze – czterostopowe (ok. 1,25 metra) – dźwięk c (ce małe).
Jednym z parametrów opisujących piszczałki jest menzura. W piszczałkach wargowych najczęściej oznacza iloraz średnicy lub szerokości i długości; czasami również wymiary wycięcia i szczeliny. Piszczałki o ilorazie wymiarów poprzecznych korpusu i jego długości mieszczącym się w granicach 0,08 do 0,10 określa się szerokomenzurowanymi, 0,06 do 0,07 – średniomenzurowanymi, 0,04 do 0,05 – wąskomenzurowanymi. Menzura ma wpływ na barwę dźwięku – im węższa, tym więcej alikwotów. Piszczałki o szerokiej menzurze wydają dźwięk głęboki i ciemny, wąskie wydają się głośniejsze, dźwięczne i jasne.

## Piszczałki organowe języczkowe

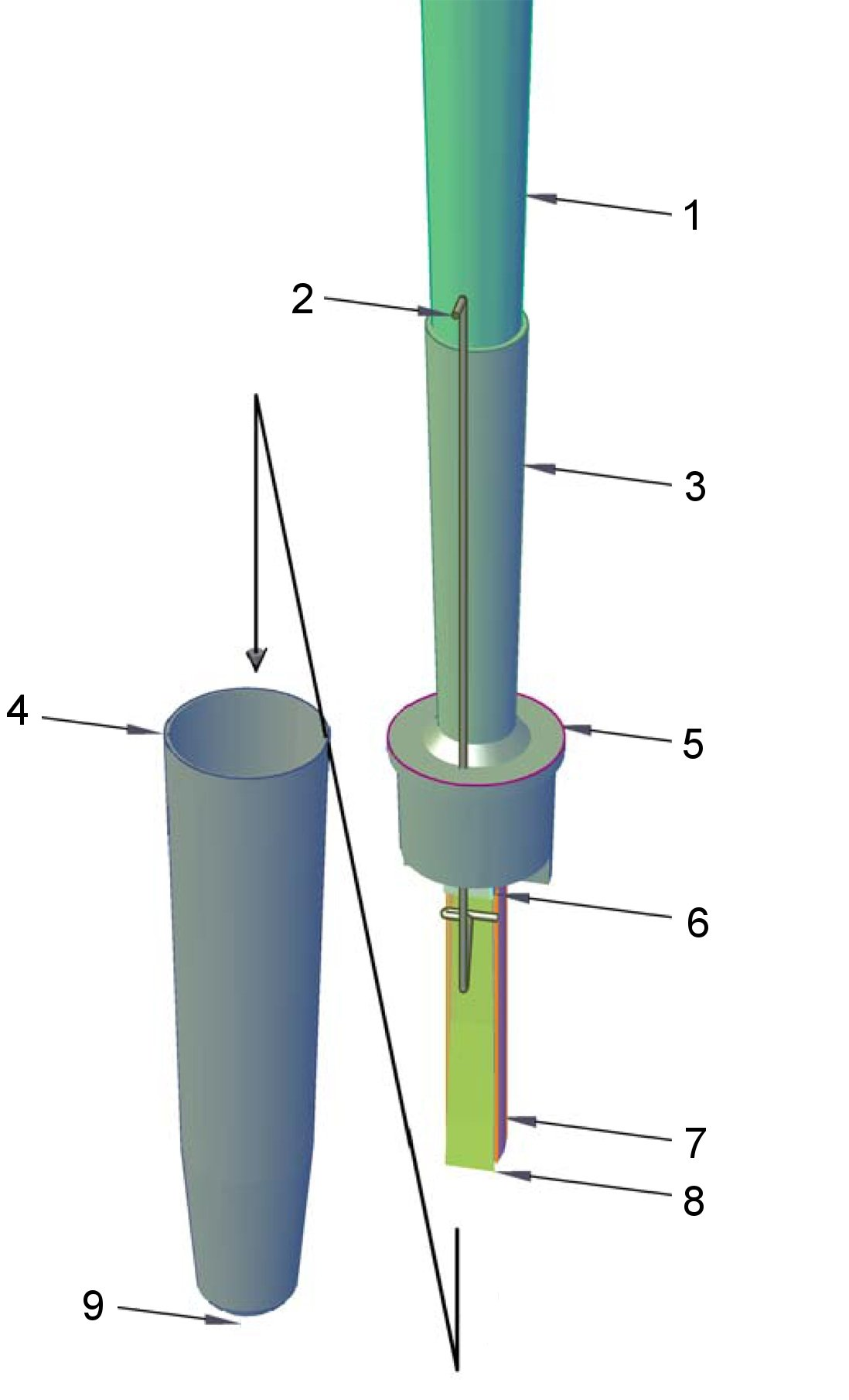
Budowa piszczałki języczkowej: 1 – roztrąb, 2 – drut do strojenia, 3 – korpus (głowica), 4 – stopa (noga), 5 – główka, 6 – zatyczka, klin mocujący języczek, 7 – gardziołko, 8 – języczek, 9 – wlot powietrza

Niektóre formy roztrąbów (czar dźwiękowych) piszczałek organowych języczkowych

Piszczałki języczkowe są idiofonami, w których źródłem dźwięku jest drgająca blaszka; powietrze pełni rolę pomocniczą. Wpadający przez stopę (nogę) strumień powietrza kierowany jest do stroika i pobudza do drgań jego główny element – języczek.
Piszczałki języczkowe stanowią od 0% do 25% wszystkich piszczałek w organach. Ich roztrąby (czary dźwiękowe) są metalowe (stop cyny z ołowiem, czasami mosiądz) i drewniane, zwykle o przekroju poprzecznym okrągłym. Profil jest cylindryczny, stożkowy lub odcinkowo mieszany. Piszczałki języczkowe nie mogą być zamknięte; nawet w piszczałkach nazywanych zamkniętymi wieczko ma otwór umożliwiający odpływ powietrza.
Języczek może być kryjący (odbijający) lub przelatujący (swobodnie wibrujący): w pierwszym przypadku języczek jest szerszy niż otwór w gardziołku i drga w jedną stronę, w drugim jest nieznacznie węższy i drga w obydwie strony względem położenia spoczynkowego. Języczki wykonywane są z fosfobrązu lub mosiądzu (rzadziej ze stali nierdzewnej). Częstotliwość drgań języczka, a zatem wysokość wydawanego dźwięku, zależy od jego wymiarów i sprężystości materiału. Regulację częstotliwości dokonuje się przez zmianę długości języczka za pośrednictwem drutu do strojenia, którego górna część wystaje ponad górną częścią nogi – przesuwając drut w górę wydłuża się języczek i obniża dźwięk, przesuwając w dół – skraca długość podwyższa dźwięk. Stopy i główki są metalowe lub drewniane; gardziołka (rynienki) przeważnie z mosiądzu, a jeśli z drewna, to twardego (np. heban).
Ze względu na funkcję korpusu piszczałki języczkowe dzielą się na regałowe i trąbkowe. W pierwszych korpus reguluje barwę i natężenie dźwięku; niektóre piszczałki tego typu w ogóle nie mają korpusu. W drugich korpus pełni istotną rolę rezonatora, a jego długość dobrana jest w taki sposób, żeby wzmacniały podstawowy ton dźwięku wytwarzanego przez języczek.
Wysokość, barwa i natężenie dźwięku w piszczałce języczkowej zależą od menzury języczka, jego rodzaju, menzury i kształtu tuby rezonansowej, siły zadęcia i sposobu ustawienia piszczałki. Wysokość dźwięku zależy głównie od menzury języczka – im języczek dłuższy i cieńszy tym dźwięk niższy. Roztrąb (tuba rezonansowa, czara dźwiękowa) obniża dźwięk stoika – im dłuższa tym dźwięk niższy. Barwa i natężenie dźwięku zależą od menzury języczka i roztrąbu. Gruby języczek wydaje dźwięk silny i jasny, cienki – słaby i ciemny. Języczek szeroki jest bogatszy w alikwoty niż cienki, a zatem jego barwa jest dźwięczna i jasna. Języczek wykonany z twardego, sztywnego tworzywa wydaje dźwięk jaśniejszy niż wykonany z tworzywa miękkiego. Języczki odbijające dają dźwięk silniejszy i jaśniejszy niż języczki przelatujące.